# Илисос
Илисо́с (греч. Ιλισός) — река в Греции. Протекает по Афинской равнине в Аттике, ныне заключена в трубы, на открытых участках течёт по бетонированному руслу. Названа по одноимённому речному богу в древнегреческой мифологии. Своё имя Илисос дал одному из районов Афин — Илисии.
Река имеет два истока: на верхних склонах горы Имитос вблизи монастыря Кесариани и близ монастыря святого Иоанна Крестителя в Кареас (греч. Καρέας) в Вироне. Впадает Илисос в бухту Фалирон залива Сароникос.

## История

Карта окрестностей античных Афин

В античные времена Илисос протекал за городской стеной полиса Древних Афин и служил одним из естественных границ Акрополя.
К середине XX века река протекала вдоль современных улиц Михалокопулу и Каллироис, прямо перед входом в стадион «Панатинаикос». Весной часто случались паводки, поэтому эта местность получила название Лягушачий остров.
Позднее она была замурована под проспектом Василеос-Констандину. Сегодня Илисос протекает на поверхности лишь на небольшом участке своего течения вблизи Храма Зевса Олимпийского.

## Храмы в Илисии
На берегу Илисоса был возведен небольшой ионический храм, похожий на Храм Ники Аптерос на Акрополе. Изображение храма содержится лишь в серии рисунков, выполненных Джеймсом Стюартом и Николасом Реветтом. Сейчас от храма сохранились только фундамент, несколько плит и скульптурных фрагментов, они датированы около 450—448 до н. э.
Близ современной улицы Ардити на берегу Илисоса построен раннехристианский храм Святого мученика Леонида, построенный в V веке и связанный с правлением в XI веке византийской императрицы Евдокии Макремволитиссы.

## Аллегории и скульптурные изображения
Статуя речного бога с западного фронтона Парфенона, предоставленная Британским музеем, экспонировалась в петербургском Эрмитаже с 5 декабря 2014 по 18 января 2015 года. Принято считать, что скульптура представляет собой аллегорию реки Илисос. Фигура была создана в мастерской Фидия в 438—432 гг. до н. э.

## Галерея

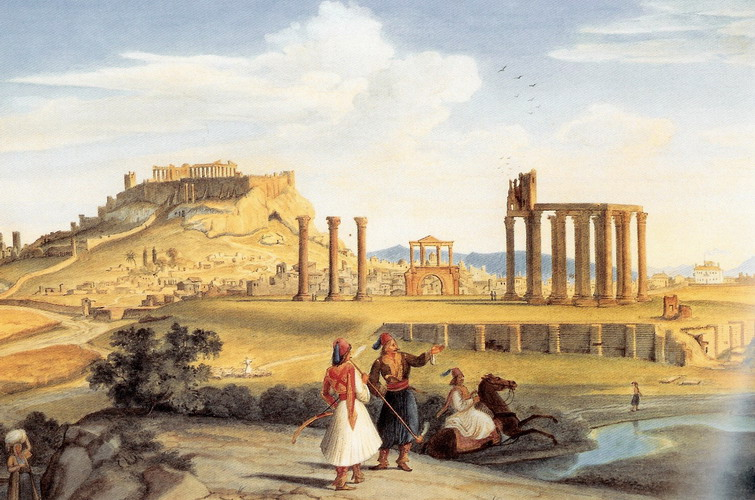
Храм Зевса Олимпийского. Иоганн Михаэль Виттмер[англ.]
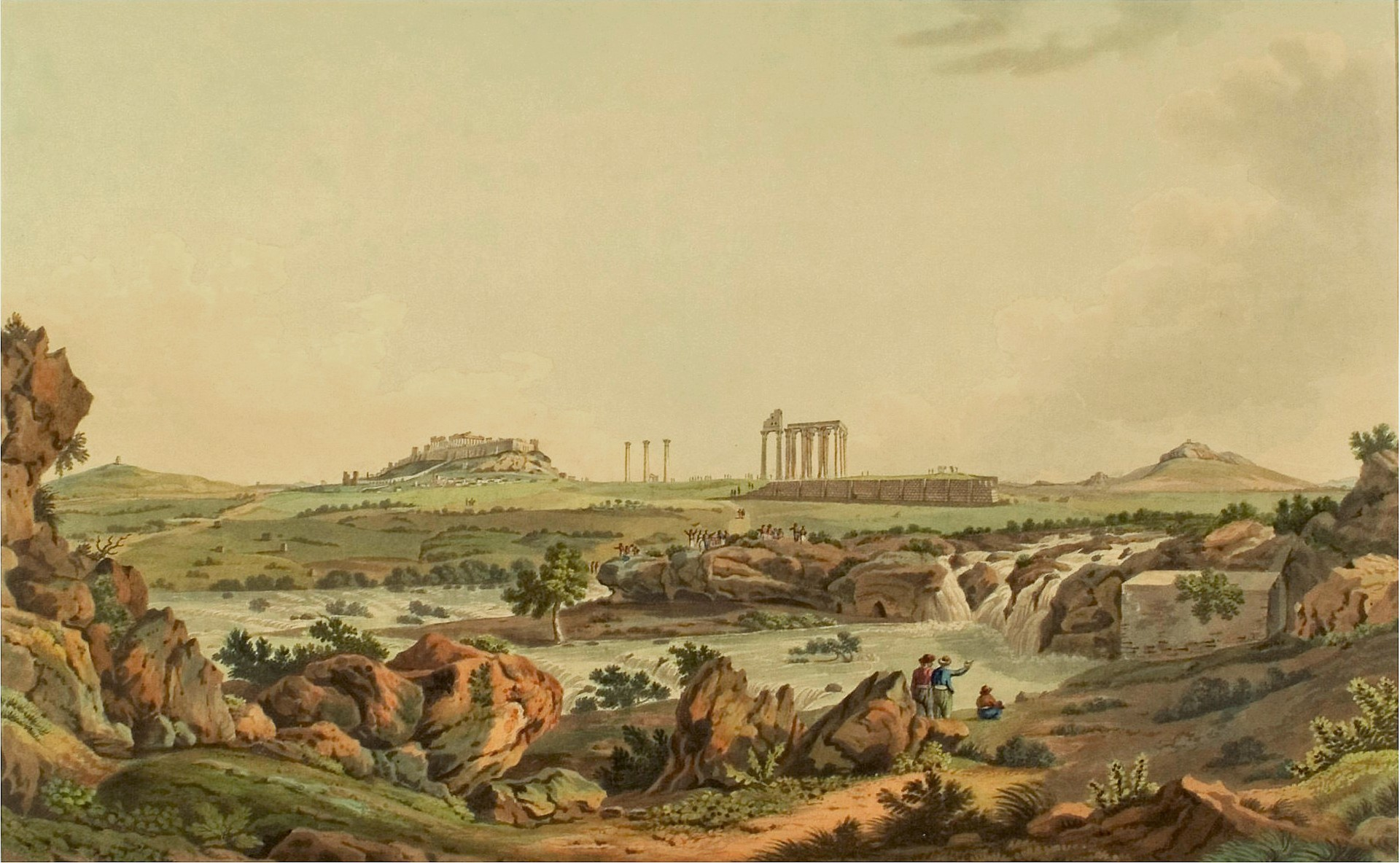
Храм Зевса Олимпийского. Эдвард Додвелл
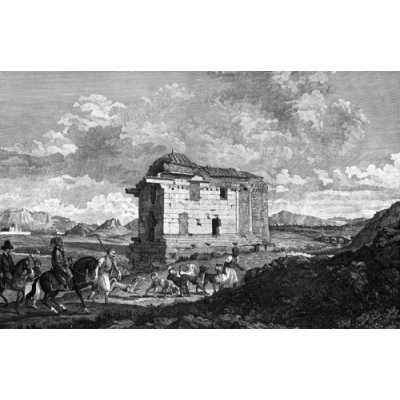
Ионический храм. Стюарт и Реветт